# Nadia Reinhard
Nadia Reinhard (* 4. Januar 1994) ist eine Schweizer Unihockeyspielerin. Sie steht beim Nationalliga-A-Vertreter UHV Skorpion Emmental unter Vertrag.

## Karriere

### Verein
Reinhard begann ihre Karriere bei UH Lejon Zäziwil. 2011 wechselte sie in den Nachwuchs der Wizards und kam 2011/12 zu ihren ersten Einsätzen in der Nationalliga A.
2012 wechselte Reinhard zum UHV Skorpion Emmental, bei welchem sie direkt in der ersten Mannschaft zum Zug kam. Sie gehörte in der Nationalliga B mit 35 Skorerpunkten zu den besten Skorerinnen. Mit den Skorps meisterte sie den Aufstieg in die Nationalliga A. Vor den Playoffs der Saison 2017/18 gab der UHV Skorpion Emmental bekannt, dass Reinhard in der Saison 2018/19 weiterhin für den Verein auflaufen wird.

### Nationalmannschaft
Am 22. April 2011 kam Reinhard zu ihrem Debüt in der U19-Nationalmannschaft bei der U19-EFT in der Slowakei. 2012 nahm sie an der U19-Weltmeisterschaft in der Slowakei teil, bei welcher die Schweiz die Silbermedaille gewann.
Unter Rolf Kern debütierte Reinhard in der A-Nationalmannschaft der Schweiz. Ihr erstes Spiel absolvierte sie am 22. April 2016, genau fünf Jahre nach ihrem Debüt in der U19-Nationalmannschaft, an der Euro Floorball Tour in Sandviken.